# Quadrus
Quadrus is een geslacht van vlinders van de familie dikkopjes (Hesperiidae), uit de onderfamilie Pyrginae.

## Soorten
- Q. cerealis (Stoll, 1782)
- Q. contubernalis (Mabille, 1883)
- Q. deyrollei (Mabille, 1877)
- Q. fanda Evans, 1953
- Q. francesius Freeman, 1969
- Q. lugubris (Felder, 1869)
- Q. tros Evans, 1953
- Q. truncata (Hewitson, 1870)
- Q. ulucida (Plötz, 1884)
- Q. zolus Mielke, 1968